# Cornelis van Ghistele
Cornelis van Ghistele (ca. 1510 - ca. 1573) is een zestiende-eeuwse Zuid-Nederlandse auteur van toneelstukken en Latijnse gedichten, en een vertaler van de bekendste werken uit de klassieke oudheid. Hij werd lang genegeerd of ondergewaardeerd door de meeste literair-historici. Door zijn tijdgenoten werd hij wel gewaardeerd: zijn werken werden herhaaldelijk heruitgegeven.

## Levensgeschiedenis
Er zijn geen autobiografische gegevens bekend over Cornelis van Ghistele. Er zijn ook geen getuigenissen van tijdgenoten, en slechts enkele zakelijke archiefstukken.
Hij werd in 1510 of 1511 geboren, waarschijnlijk in Antwerpen. Zijn vader, Jacob van Ghistele, was kuiper en brouwer, een combinatie die erg vaak voorkwam en economisch interessant was in die tijd. Welke opleiding Cornelis van Ghistele gehad heeft is moeilijk te achterhalen. Tot zijn veertiende volgde hij waarschijnlijk de Latijnse school in Antwerpen. Op 9 augustus 1525 werd hij ingeschreven aan de artesfaculteit van de Universiteit van Leuven als “Cornelis de Ghistele de Antwerpia, Cam.” Van Ghistele  heeft deze opleiding vermoedelijk niet voltooid: een academische graad wordt nergens vermeld in zijn werk.
Bij een inboedelbeschrijving van zijn huis uit 1548 blijkt dat hij werkzaam was als azijnstoker en handelaar in onder andere suiker, graan en zuivelproducten. Uit deze inboedelbeschrijving kan ook afgeleid worden dat van Ghistele rooms-katholiek was: hij bezat een Mariabeeld en enkele religieuze taferelen. Vanaf het begin van de jaren vijftig werd het schrijven van Ghisteles voornaamste bezigheid, waarschijnlijk als gevolg van juridische problemen en schulden bij ongunstige speculaties met onroerende goederen.
Vanaf 1560 was hij factor van de Goudbloem, samen met de Violieren en de Olijftak de belangrijkste rederijkerskamer in het toenmalige Antwerpen. Tegen een kleine vergoeding schreef van Ghistele toneelstukken en regisseerde ze ook.
Op 24 juni 1573 werd van Ghisteles testament opgemaakt: hij moet kort na deze datum overleden zijn in Antwerpen. Hij bleef waarschijnlijk factor van de Goudbloem tot aan zijn dood.

## Werken
Van Ghisteles literaire carrière begint met het schrijven van enkele toneelstukken  voor de Goudbloem: Van Eneas en Dido (1551/1552) en Leander en Hero (1552/1553).
Hij vertaalde ook een aantal klassieke werken vanuit het Latijn: de Heroides van Ovidius (1553), de Aeneis van Vergilius (1554 – 1556), de Komediën van Terentius (1555). Dit laatste is volgens de critici zijn meest geslaagde werk. G. A. Bredero gebruikte deze versie als basis voor zijn stuk Moortje. Ook vertaalde hij Lingua (1555), een traktaat van Erasmus; Antigone van Sophocles (1556) en de Satiren van Horatius (1569).
Ten slotte schreef hij ook een paar Neolatijnse dichtwerken.

## Aeneïs
In de zestiende eeuw werd door Cornelis van Ghistele voor de eerste keer in de Nederlandse literatuur een volledige vertaling gemaakt van de Aeneïs, het uitgebreide epos van Publius Vergilius Maro over de omzwervingen van Aeneas en zijn gevolg na de Trojaanse Oorlog. Met dit werk kan van Ghistele een voorloper genoemd worden van de renaissance. Hij wilde zijn lezers namelijk kennis laten maken met de literatuur uit de klassieke oudheid.
Van Ghisteles Aeneïs bestaat uit twaalf hoofdstukken of boeken, en is een vervolg op Homeros’ Ilias, waarin de tien jaar durende oorlog tussen de Grieken en de Trojanen wordt beschreven.